# (65489) Кето
(65489) Кето (лат. Ceto, др.-греч. Κητώ) — довольно крупный двойной транснептуновый объект рассеянного диска, который был открыт 14 июня 2003 года американскими астрономами Ч. Трухильо и М. Брауном в Паломарской обсерватории и назван по имени богини морской пучины Кето из древнегреческой мифологии.

## Спутник
На снимках телескопа «Хаббл», сделанных 11 апреля 2006 года, у Кето обнаружен спутник, названный Форкий (65489 Ceto I) в честь древнегреческого бога бурного моря. Он обращается на расстоянии 1,84 тыс. км от основного тела. Диаметр Форкия составляет 134 км.